# ميخائيل كيلي (لاعب كرة قدم بريطاني)
ميخائيل كيلي (بالإنجليزية: Michael Kelly)‏ هو لاعب كرة قدم بريطاني في مركز الدفاع، ولد في 3 نوفمبر 1997 في كيلمارنوك ‏ في المملكة المتحدة. لعب مع نادي بريستول روفيرز.

## وصلات خارجية
- ميخائيل كيلي (لاعب كرة قدم بريطاني) على موقع قاعدة بيانات كرة القدم.إي يو (الإنجليزية)
- ميخائيل كيلي (لاعب كرة قدم بريطاني) على موقع Soccerway.com (الإنجليزية)